# Kirsty-Leigh Porter
Kirsty-Leigh Porter (Mánchester, 30 de diciembre de 1988) es una actriz inglesa, conocida por haber interpretado a Roz Fielding en la serie Emmerdale Farm y por dar vida a Leela Lomax en Hollyoaks.

## Biografía
En 2010 comenzó a salir con el actor Danny Miller, pero la pareja terminó en marzo de 2011. Regresaron poco después pero finalmente terminaron la relación.
Desde 2016 sale con Paul Barbe. En noviembre de 2018 se anunció que la pareja estaba esperando su primer hijo juntos. Sin embargo, en enero de 2019 reveló que su hija Penny-Leigh Barber había nacido muerta el 21 de diciembre de 2018. En diciembre de 2020 dio a luz a un niño, después de mantener su embarazo en secreto.

## Carrera
En el 2007 apareció en la serie Doctors donde interpretó a Kelly Madden, posteriormente apareció en la serie 'My Spy Family donde interpretó de forma recurrente a Marcy Dermond.
En el 2009 apareció como personaje recurrente en la aclamada serie Coronation Street donde dio vida a Zoe Wilson. Ese mismo año apareció en series como Monday Monday, The Street y en Ashes to Ashes donde interpretó a Rachel Lessing.
En el 2010 se unió al elenco de la exitosa serie británica Emmerdale Farm donde interpreta a Roz Fielding, hasta ahora. En el 2011 se anunció que Porter dejaría la serie en el verano del mismo año. Kirsty regresó como Roz brevemente el 4 de abril de 2012 para acompañar a sus amigos durante el funeral de su padre John Barton y ese mismo día se fue.
En el 2012 apareció como invitada en un episodio de la serie Accused donde dio vida a Julie.
El 24 de octubre de 2013 se unió al elenco principal de la serie británica Hollyoaks donde interpreta a Leela Lomax, la media hermana de Ste Hay.

## Filmografía

### Series de televisión
| Año             | Título            | Personaje         | Notas                      |
| --------------- | ----------------- | ----------------- | -------------------------- |
| 2013 - presente | Hollyoaks         | Leela Lomax       | 292 episodios              |
| 2012            | Accused           | Julie             | episodio "Stephen's Story" |
| 2010 - 2012     | Emmerdale Farm    | Roz Fielding      | 29 episodios               |
| 2009            | Coronation Street | Zoe Wilson        | 7 episodios                |
| 2009            | Monday Monday     | Kelly             | episodio # 1.5             |
| 2009            | The Street        | Ellie             | 2 episodios                |
| 2009            | Ashes to Ashes    | Rachel Lessing    | episodio # 2.4             |
| 2007 - 2009     | My Spy Family     | Marcy Desmond     | 7 episodios                |
| 2008            | Shameless         | Bindy             | episodio # 5.16            |
| 2008            | The Royal Today   | Debbie Fitzgerald | episodio # 1.35            |
| 2007            | Doctors           | Kelly Madden      | episodio "Is You Is"       |

### Películas
| Año  | Título                    | Personaje     | Notas                                        |
| ---- | ------------------------- | ------------- | -------------------------------------------- |
| 2007 | The Vad Mother's Handbook | Anya          | junto a Holliday Grainger & Robert Pattinson |
| 2007 | Brain Warehouse           | Brain Bouncer | junto a Russell De Razario                   |

## Premios y nominaciones
| Año  | Categoría          | Premio          | Serie     | Resultado |
| ---- | ------------------ | --------------- | --------- | --------- |
| 2014 | Best Soap Newcomer | TV Choice Award | Hollyoaks | Ganó      |